# Оморі Кенсаку
Кенсаку Оморі (яп. 大森 健作, нар. 21 листопада 1975, Префектура Ехіме) — японський футболіст, що грав на позиції захисника.
Виступав, зокрема, за клуби «Йокогама Ф. Марінос» та «Консадолє Саппоро», а також молодіжну збірну Японії.

## Клубна кар'єра
У дорослому футболі дебютував 1994 року виступами за команду клубу «Йокогама Ф. Марінос», в якій провів два сезони, взявши участь у 13 матчах чемпіонату. 
Згодом з 1997 по 1999 рік грав у складі команд клубів «Касіма Антлерс» та «Кіото Санга».
Своєю грою за останню команду привернув увагу представників тренерського штабу клубу «Консадолє Саппоро», до складу якого приєднався 2000 року. Відіграв за команду із Саппоро наступні чотири сезони своєї ігрової кар'єри. Більшість часу, проведеного у складі «Консадолє Саппоро», був основним гравцем захисту команди.
Протягом 2004 року захищав кольори команди клубу «Сересо Осака».
Завершив професійну ігрову кар'єру у клубі «Токусіма Вортіс», за команду якого виступав протягом 2005—2007 років.

## Виступи за збірну
1995 року залучався до складу молодіжної збірної Японії. На молодіжному рівні зіграв у 3 офіційних матчах.  У її складі був учасником молодіжного чемпіонату світу 1995 року.

## Титули і досягнення
- Чемпіон Японії (1):

«Йокогама Марінос»: 1995
- Володар Кубка Імператора Японії (1):

«Касіма Антлерс»: 1997
- Володар Кубка Джей-ліги (1):

«Касіма Антлерс»: 1997